# Disciphania
Disciphania es un género con 30 especies de plantas de flores perteneciente a la familia Menispermaceae. Nativo del América tropical.

## Especies seleccionadas
- Disciphania appendiculata
- Disciphania calocarpa
- Disciphania cardiophylla
- Disciphania clausa
- Disciphania contraversa
- Disciphania convolvulacea (Poepp.) Diels - uva de monte (Perú)[1]
- Disciphania coriacea
- Disciphania cryptobotrya